# Emarginea anna
Emarginea anna là một loài bướm đêm trong họ Noctuidae.